# Радбот (граф Габсбург)
Радбот (нем. Radbot; 985— 30 июня до 1045) — основатель дома Габсбургов, граф Габсбург, граф Альтенбурга, Мури, Клетгау и Тургау, сын Ланцелина и Лютгарды фон Нелленбург.

## Биография
Радбот наследовал своему отцу Ланцелину в швейцарских и эльзасских землях в 991 году. Также Радбот получил приданое от своей жены Иды, дочери Адальберта II, графа Меца, вместе с которой в 1027 году основал аббатство в Мури.
Впоследствии аббатство играло важную роль для Радбота и последующих графов Габсбург. Многие члены династии были там захоронены. Брат Радбота, епископ Страсбурга Вернер I, внёс свой вклад в создание и строительство аббатства. Монахи были взяты из бенедиктинского монастыря в Айнзидельне. Первым аббатом стал Регинбольд.
В аббатстве Айнзидельн до наших дней сохранились склеп, стены хора и трансепта трёхнефной романской базилики, освящённой 11 октября 1064 года епископом Констанца Румольдом, когда здешним настоятелем был Бурхард. В 1065 году  Бурхард также был избран аббатом Муре, что установило связь между двумя аббатствами. Радбот и его жена Ида были похоронены в монастыре при аббатстве перед алтарем, который стоял посередине между нефом и трансептом.
Радбот заложил основу замка Габсбург, который, однако, не достигал крупных размеров и не имел башен и крепостных стен. Вначале он представлял собой небольшой замок, сооруженный Радботом для защиты, хотя защищён он был очень слабо.
Согласно легенде, Радбот намеренно оставил замок без башен и стен. За это легкомыслие его упрекал его брат епископ Вернер. С ним и другими епископами Ратбот заключил пари, что в течение одной ночи наверстает упущенное. Когда епископ на следующее утро пришёл посмотреть на замок, то он не поверил своим глазам, так как тот был окружён стеной, над которой возвышались башни. После этого Радбот стал называть себя графом Габсбург и так был назван род всех дальнейших потомков Радбота.
Благочестивой основой для создания монастыря Мури была просьба жены Радбота Иды. Монастырь был основан для очищения, но не известно, для искупления ли грехов самого Радбота. Во всяком случае, граф мало чем отличался от многих других благородных основателей монастырей этого времени, основанных, возможно, не только из чистого благочестия, но и руководствуясь совестью, а также вероисповеданием.
Радбот скончался в 1045 году. Его сыновья Вернер I, Оттон I и Альбрехт I поделили между собой графство Габсбург и некоторые другие владения отца. Все трое носили титул графа Габсбург.

## Брак и дети
Жена: Ида, (23 июля или 23 августа ок. 970 — ок. 1028, похоронена в Мури), дочь Адальберта II, графа Меца.
- Оттон I (1015—уб. ок. 1055, похоронен в Страсбурге) — граф Габсбург с 1045
- Альбрехт I (1015—ок. 1055) — граф Габсбург с 1045
- Вернер I (1025—11 ноября 1096, похоронен в Мури), граф Габсбург с 1045
- Рихенза (ум. 27 мая 1080, похоронена в Клостере в Мури); муж — Ульрих II, граф Ленцбург и Цюрихгау